# Pterolophia zebrina
Pterolophia zebrina es una especie de escarabajo longicornio del género Pterolophia, subfamilia Lamiinae. Fue descrita científicamente por Pascoe en 1858.
Se distribuye por China, India, Laos, Nepal, Tailandia y Vietnam. Posee una longitud corporal de 10,5-16 milímetros. El período de vuelo de esta especie ocurre en los meses de mayo, junio, julio, agosto, septiembre, octubre y noviembre.
Parte de su alimentación se compone de plantas de las familias Fabaceae y Poaceae.